# Jan Hamáček
Jan Hamáček (* 4. listopadu 1978 Mladá Boleslav) je český politik. Od června 2018 do prosince 2021 byl prvním místopředsedou vlády a ministr vnitra ČR ve druhé vládě Andreje Babiše, v níž byl také dvakrát pověřen řízením Ministerstva zahraničních věcí ČR. Mezi listopadem 2013 a říjnem 2017 působil jako předseda Poslanecké sněmovny PČR. V letech 2006 až 2021 byl poslancem za Středočeský kraj, vyjma období rozpuštění dolní komory mezi srpnem až říjnem 2013. Mezi prosincem 2012 a srpnem 2013 zastával post místopředsedy Poslanecké sněmovny PČR, v této funkci opět působil od listopadu 2017 do června 2018. V letech 2018 až 2021 byl předsedou České strany sociálně demokratické. Na funkci rezignoval po volbách do Poslanecké sněmovny v roce 2021, kdy se strana poprvé v rámci samostatné České republiky nedostala do dolní komory.

## Vzdělání a rodina
Jeho otec Vladimír Hamáček byl rektorem Vysoké školy Škoda Auto, matka Dagmar Hamáčková byla vrchní sestrou gynekologicko-porodnického oddělení mladoboleslavské Klaudiánovy nemocnice. Vychodil osmileté gymnázium v rodné Mladé Boleslavi. V letech 1997–2001 studoval na Filozofické fakultě Univerzity Karlovy v Praze obor překladatelství-tlumočnictví/ekonomie, studium ale nedokončil. V mládí byl s přezdívkou Vrtul členem boleslavského 8. oddílu vodních skautů.
S první manželkou Kamilou má syny Lukáše (* 2007) a Matyáše (* 2010), k roku 2013 žil v Mladé Boleslavi. V roce 2020 se rozvedl a téhož roku si vzal bývalou pražskou političku ODS a strany Hlavu vzhůru – volební blok Gabrielu Kloudovou.

## Politická aktivita
Svoji politickou kariéru začal jako člen Mladých sociálních demokratů; v letech 2002–2006 působil jako jejich předseda a v letech 2006–2008 coby viceprezident Světové organizace socialistické mládeže.
Od roku 2001 do roku 2004 působil jako tajemník Klubu zastupitelů České strany sociálně demokratické (od roku 2023 Sociální demokracie) v Zastupitelstvu Středočeského kraje, v letech 2004–2006 jako Vedoucí zahraničního oddělení ČSSD a 2005–2006 jako poradce předsedy vlády ČR, především pro zahraniční politiku.
Ve volbách do Poslanecké aněmovny v roce 2006 se stal poslancem Parlamentu České republiky (volební obvod Středočeský kraj). V letech 2006–2010 předsedal Zahraničnímu výboru, dále působil ve Výboru pro evropské záležitosti a ve Stálé komisi Poslanecké sněmovny pro kontrolu BIS. Jedním z hlavních témat, kterým se Jan Hamáček aktivně věnoval, byly zahraničně politické otázky a kritika umístění radarové základny v Brdech. Ve volbách do Poslanecké sněmovny v roce 2010 svůj mandát obhájil. Stal se místopředsedou Zahraničního výboru a členem Organizačního výboru. Do prosince 2012 působil jako místopředseda poslaneckého klubu České strany sociálně demokratické. Od září 2010 do února 2013 byl vedoucím Stálé delegace Parlamentu do Parlamentního shromáždění NATO.
Dne 19. prosince 2012 se stal místopředsedou Poslanecké sněmovny. Byl stínovým ministrem obrany sociální demokracie.
V roce 2010 zastával funkci volebního manažera ČSSD pro komunální a senátní volby, ve kterých ČSSD získala potřebných 12 mandátů pro získání nadpoloviční většiny v Senátu PČR. Sám byl aktivní v místní politice. V komunálních volbách v roce 1998, komunálních volbách v roce 2002 a komunálních volbách v roce 2006 neúspěšně kandidoval do Zastupitelstva města Mladá Boleslav za ČSSD (v roce 1998 jako bezpartijní za ČSSD). Zvolen byl v komunálních volbách v roce 2010. Profesně se v letech 1998 a 2002 uváděl jako student VŠ, v letech 2006 a 2010 coby poslanec.
Ve volbách do Poslanecké sněmovny PČR v roce 2013 kandidoval ve Středočeském kraji jako lídr ČSSD a byl zvolen. V tajné volbě 27. listopadu 2013 byl jako jediný kandidát zvolen 195 hlasy ze 198 předsedou Poslanecké sněmovny Parlamentu České republiky. Funkci zastával do října 2017.
V komunálních volbách v roce 2014 obhájil za ČSSD post zastupitele Mladé Boleslavi (původně byl na kandidátce na 12. místě, ale vlivem preferenčních hlasů skončil první). Na 38. sjezdu ČSSD v březnu 2015 byl zvolen místopředsedou strany, získal 483 hlasů. Funkci obhájil v březnu 2017 na 39. sjezdu ČSSD v Brně. Hlas mu dalo 427 delegátů.
Ve volbách do Poslanecké sněmovny PČR v roce 2017 byl lídrem ČSSD ve Středočeském kraji. Získal 4 348 preferenčních hlasů, a obhájil tak mandát poslance. V listopadu 2017 se stal místopředsedou Poslanecké sněmovny PČR. Dostal 143 hlasů od 195 přítomných poslanců. Následně jej předseda sněmovny Radek Vondráček jmenoval svým 1. místopředsedou.
Na sjezdu ČSSD v únoru 2018 v Hradci Králové se stal předsedou strany, když ho podpořilo ve 2. kole volby 272 delegátů z 530 (porazil tak Jiřího Zimolu). Následně dne 23. února 2018 rezignoval kvůli pracovní vytíženosti na post zastupitele města Mladá Boleslav.
Dne 18. května 2018 jej schválilo předsednictvo ČSSD jako kandidáta na post ministra vnitra ČR v menšinové vládě s hnutím ANO a dne 27. června 2018 jej prezident Miloš Zeman do této vlády jmenoval. Zároveň jej pověřil i výkonem funkce ministra zahraničních věcí ČR. Dále se pak stal také 1. místopředsedou této vlády. 12. července 2018 mu zaniklo členství ve správní radě Aspen Institute Prague (členem od července 2012). Na začátku října 2018 oznámil prezident Miloš Zeman, že zrušil ke dni 15. října 2018 Hamáčkovo pověření řídit Ministerstvo zahraničních věcí ČR. Následujícího dne pak jmenoval novým ministrem zahraničních věcí ČR Tomáše Petříčka.
V komunálních volbách v roce 2018 kandidoval za ČSSD do Zastupitelstva města Mladá Boleslav na posledním 33. místě kandidátky, ale neuspěl. Na 41. sjezdu ČSSD v Hradci Králové byl dne 1. března 2019 opět zvolen předsedou strany. Jakožto jediný kandidát získal 433 hlasů, proti bylo 57 a neplatných 11 hlasů.
Hamáček byl dlouhodobě kritizován za přístup k vládnutí s hnutím ANO a k premiérovi Andreji Babišovi za neustálé ustupování. Například v roce 2019 oznámil, že pokud se Michal Šmarda nestane ministrem kultury, ČSSD odejde z vlády, Šmarda se však ministrem nestal a ČSSD vládu přesto neopustila.
Podle zdroje blízkého Hamáčkovi ho „nepříjemně zaskočil a rozlítil“ ministr zahraničí Tomáš Petříček, poté co 23. května 2020 vydal spolu s bývalými ministry zahraničí Zaorálkem a Schwarzenbergem společné prohlášení, v němž kritizují plánovanou izraelskou anexi části palestinských území na Západním břehu Jordánu.
Dne 30. března 2020 převzal po Romanovi Prymulovi řízení Ústředního krizového štábu zřízeného v souvislosti s pandemií covidu-19. Období koronavirové pandemie Jana Hamáčka výrazně zviditelnilo, symbolem boje proti koronaviru se stala například jeho červená mikina, kterou nosil na tiskové konference vlády. V průběhu roku 2020 byl v průzkumech veřejného mínění opakovaně označován za nejpopulárnějšího českého politika. Této popularity se ČSSD pokusila využít v krajských volbách v říjnu v roce 2020, Hamáček se například objevoval na většině volebních bilboardů. ČSSD se však v několika krajích nedostala do zastupitelstva.
Na sjezdu ČSSD dne 9. dubna 2021 byl znovu zvolen předsedou strany, když vyhrál s počtem 140 ze 270 hlasů, a již v prvním kole tak porazil ministra zahraničních věcí Tomáše Petříčka a poslankyni Kateřinu Valachovou. O tři dny později byl po odvolání Tomáše Petříčka z funkce dočasně pověřen vedením Ministerstva zahraničních věcí ČR.
Ve volbách do Poslanecké sněmovny PČR v roce 2021 byl lídrem ČSSD ve Středočeském kraji. V předvolební debatě dne 6. října 2021 zneužil jméno zesnulého politika KDU-ČSL Josefa Luxe, když prohlásil, že by Lux v současné situaci volil ČSSD. Proti tomuto tvrzení se ohradila vdova Věra Luxová i představitelé KDU-ČSL. Po sečtení výsledků voleb, kdy ČSSD nepřekročila 5 % hlasů nutných pro vstup do Sněmovny, Hamáček odstoupil 25. října 2021 z funkce předsedy strany.

## Po odchodu z politiky
Po volbách do Poslanecké sněmovny v roce 2021 odešel z politiky i veřejného života. Nadále zůstal předsedou správní rady Nadace policistů a hasičů. V únoru 2022 založil konzultační firmu GH Consulting. V dubnu 2022 nahradil Tomáše Pojara ve funkci místopředsedy Sekce obranného průmyslu Hospodářské komory.
Dne 3. května 2023 byl zvolen viceprezidentem Asociace obranného a bezpečnostního průmyslu ČR.
Od února 2024 působí jako ředitel pro vnější vztahy ve zbrojařské skupině CSG.
V červnu 2024, několik dní po volbách do Evropského parlamentu, v nichž strana získala pouze 1,86 % hlasů, oznámil, že ze SOCDEM vystupuje.

## Kritika
V červenci 2015 se do médií dostalo video zachycující situaci, v níž Hamáček na schůzi Sněmovny špatně artikuloval, pletl se mu jazyk a nemohl přečíst jména přítomných poslanců. Hamáček později přiznal, že vypil dva panáky slivovice, které špatně zreagovaly s jeho léky na bolest zad. Zatímco poslanec Vítězslav Jandák se Hamáčka zastal, místopředsedkyně Poslanecké sněmovny Jaroslava Jermanová ho ostře zkritizovala s tím, že být opilý v práci není normální. Paradoxně právě Jan Hamáček prosadil v roce 2014 zákaz konzumace a podávání alkoholu v Poslanecké sněmovně během jednání.
Dne 18. října 2016 byl Jan Hamáček jedním ze signatářů „Prohlášení čtyř nejvyšších ústavních činitelů“ o územní celistvosti Čínské lidové republiky v souvislosti s návštěvou Dalajlámy v Česku. Prohlášení kritizovala část veřejnosti, ostatních politiků, novinářů i akademické obce.
Deník MF Dnes v září 2017 informoval o tom, že podle protikorupční organizace Transparency International (TI) mělo do České republiky přijít minimálně 130 milionů korun z černého fondu Ázerbájdžánu, kterým tamní režim uplácel evropské politiky, aby šířili dobré jméno režimu. Na seznamu politiků, kteří podle TI za Ázerbájdžán lobbovali, byl i Hamáček, který dokonce založil česko-ázerbájdžánskou meziparlamentní skupinu přátelství.
Dne 4. května 2021 publikoval zpravodajský web Seznam Zprávy článek, podle něhož chtěl Hamáček na své plánované a později zrušené cestě do Moskvy v polovině dubna 2021 nabídnout Rusku výměnný obchod, kdy ČR utají informace o zapojení ruské rozvědky GRU do výbuchů muničních skladů ve Vrběticích v roce 2014 za dodávku milionu vakcín Sputniku V a za možnost, že by se v Praze uskutečnil vrcholný politický summit amerického prezidenta Joe Bidena a ruského prezidenta Vladimíra Putina. Hamáček toto nařčení odmítl. V rozhovoru pro Seznam Zprávy poté uvedl, že důvodem připravované cesty bylo zakrytí skutečného důvodu odjezdu velvyslance Pivoňky do Prahy. V souvislosti s touto kauzou podal civilní žalobu na vydavatele článku a žádal o odškodnění ve výši deset milionů korun. Dále též podal trestní oznámení na autory reportáže Janka Kroupu a Kristinu Cirokovou. Obvodní soud však žalobu v květnu 2022 odmítl.

## Vyznamenání
V listopadu 2009 mu jako předsedovi zahraničního výboru Poslanecké sněmovny udělil ministr obrany Martin Barták Záslužný kříž ministra obrany III. stupně za zásluhy o rozvoj rezortu. Ministr byl v jeho i několika dalších případech vyznamenaných kritizován nevládní protikorupční organizací Růžový panter za nedostatečné zdůvodnění.

## Galerie

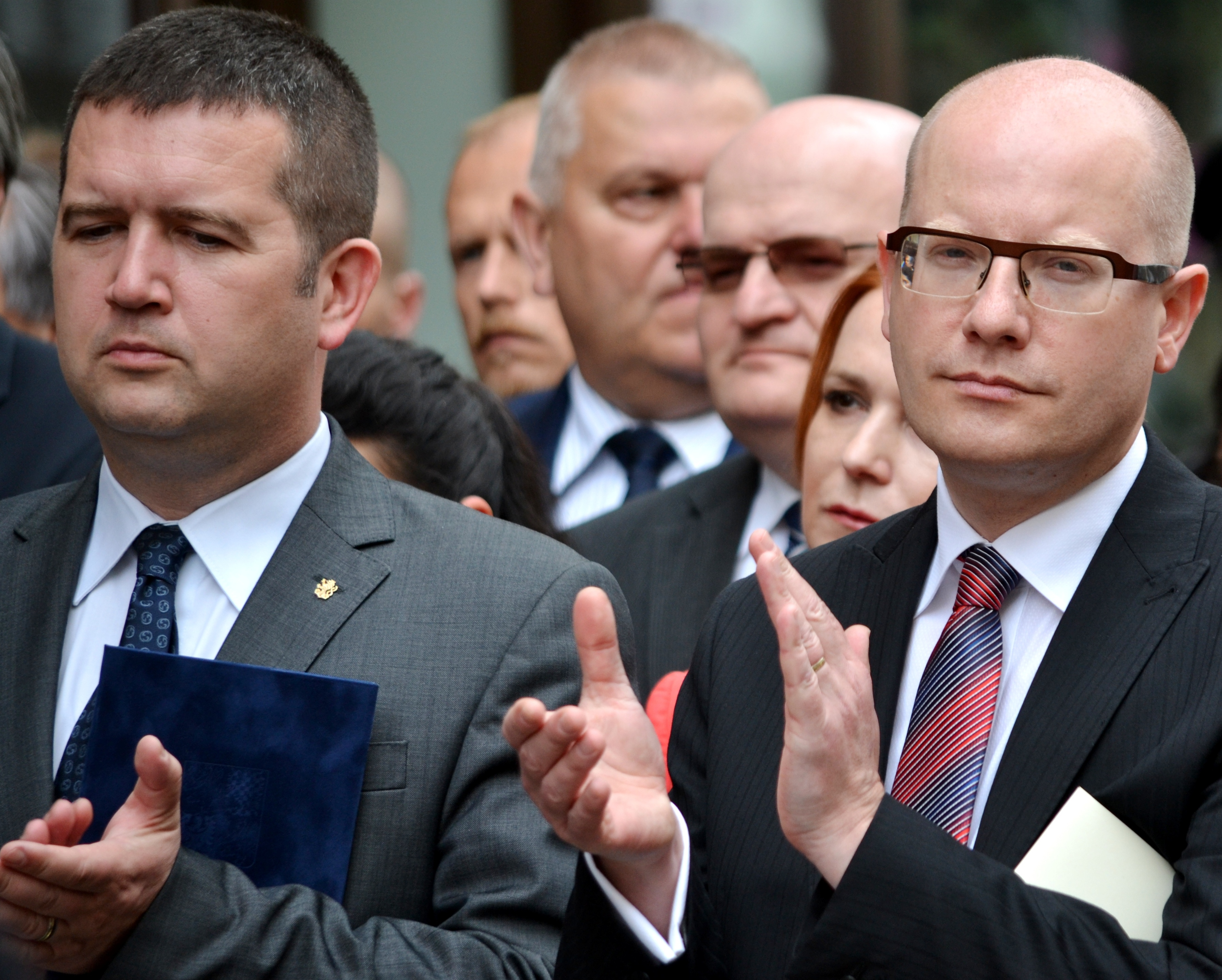
Jan Hamáček se svým předchůdcem v čele ČSSD, premiérem Bohuslavem Sobotkou
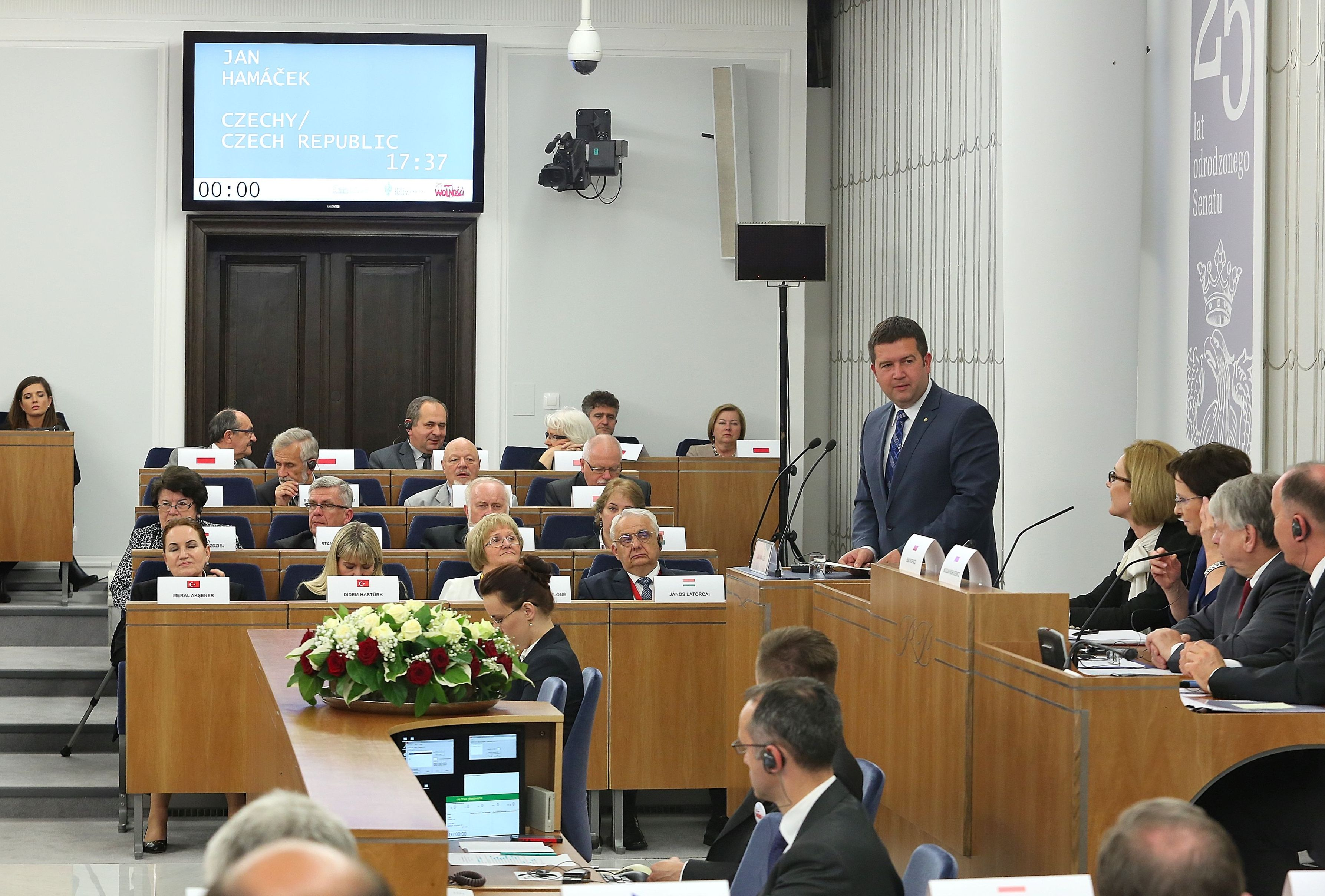
Jan Hamáček v polském Senátu
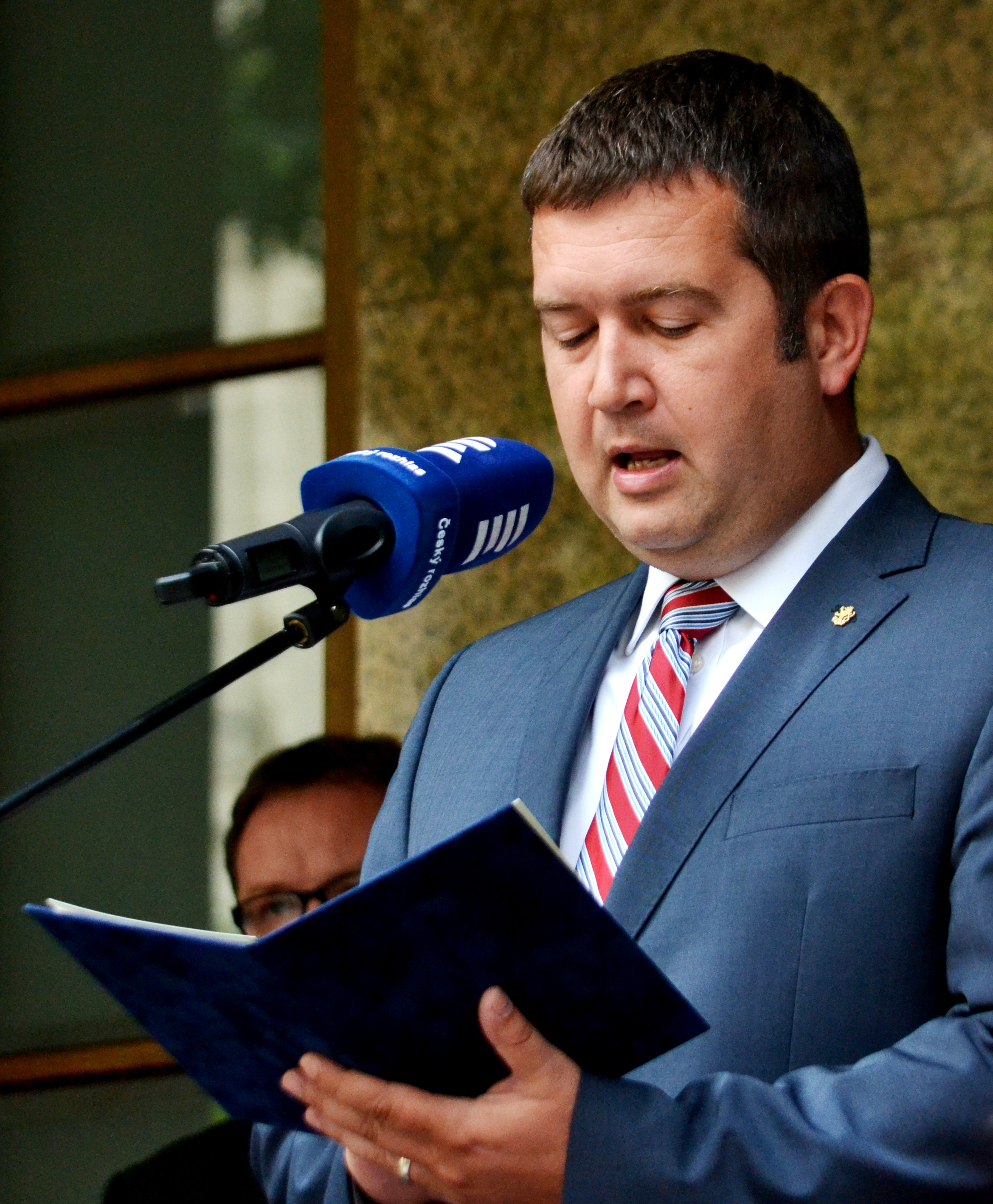
Jan Hamáček jako předseda Poslanecké sněmovny při projevu k výročí okupace Československa Varšavskou smlouvou u Českého rozhlasu v roce 2014
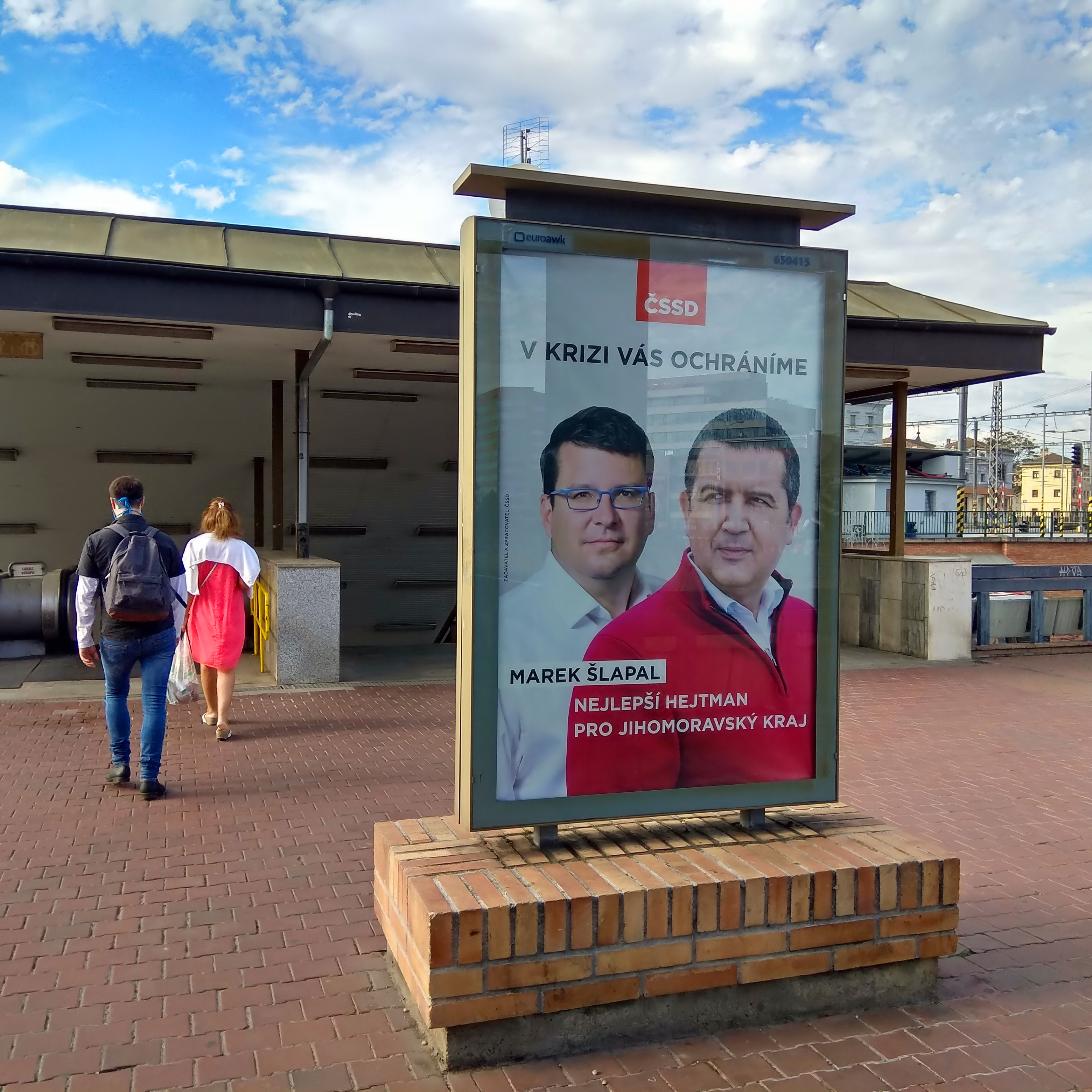
Kampaň ČSSD před krajskými volbami v roce 2020